# Tillie Anderson
Tillie Anderson   (23 d'abril de 1875 - Detroit Lakes, 29 d'abril de 1965) era una ciclista de carretera i de pista estatunidenca d'origen suec. Va immigrar de Suècia i essent una persona amb una gran voluntat de superació, va guanyar els millors en la bicicleta, amb uns temps que encara avui en dia són sorprenents.
Va néixer a Skåne, Suècia, l'any 1875, i el 1891 va emigrar a Chicago, quan tenia 16 anys. Als 18 anys ja havia estalviat prou diners treballant de cosidora i es va comprar la seva primera bicicleta. L'estiu de 1895 va participar en la cursa per la línia de ferrocarill Elgin-Aurora (Illinois), una cursa centenària de la qual va trencar el rècord establert fins al moment. Més tard va viatjar al voltant del país participant en curses de sis dies per a dones, el qual implicava córrer a velocitat máxima dues hores cada vespre durant sis dies consecutius. Tenia 20 anys quan la League of American Wheelmen la va reconèixer com a la millor ciclista femenina del món. El juny de l'any 2000 - 105 anys més tard - la van proposar a títol pòstim pel United States Bicycling Sala de Fama, una campiona i pionera indiscutible en l'atletisme femení.

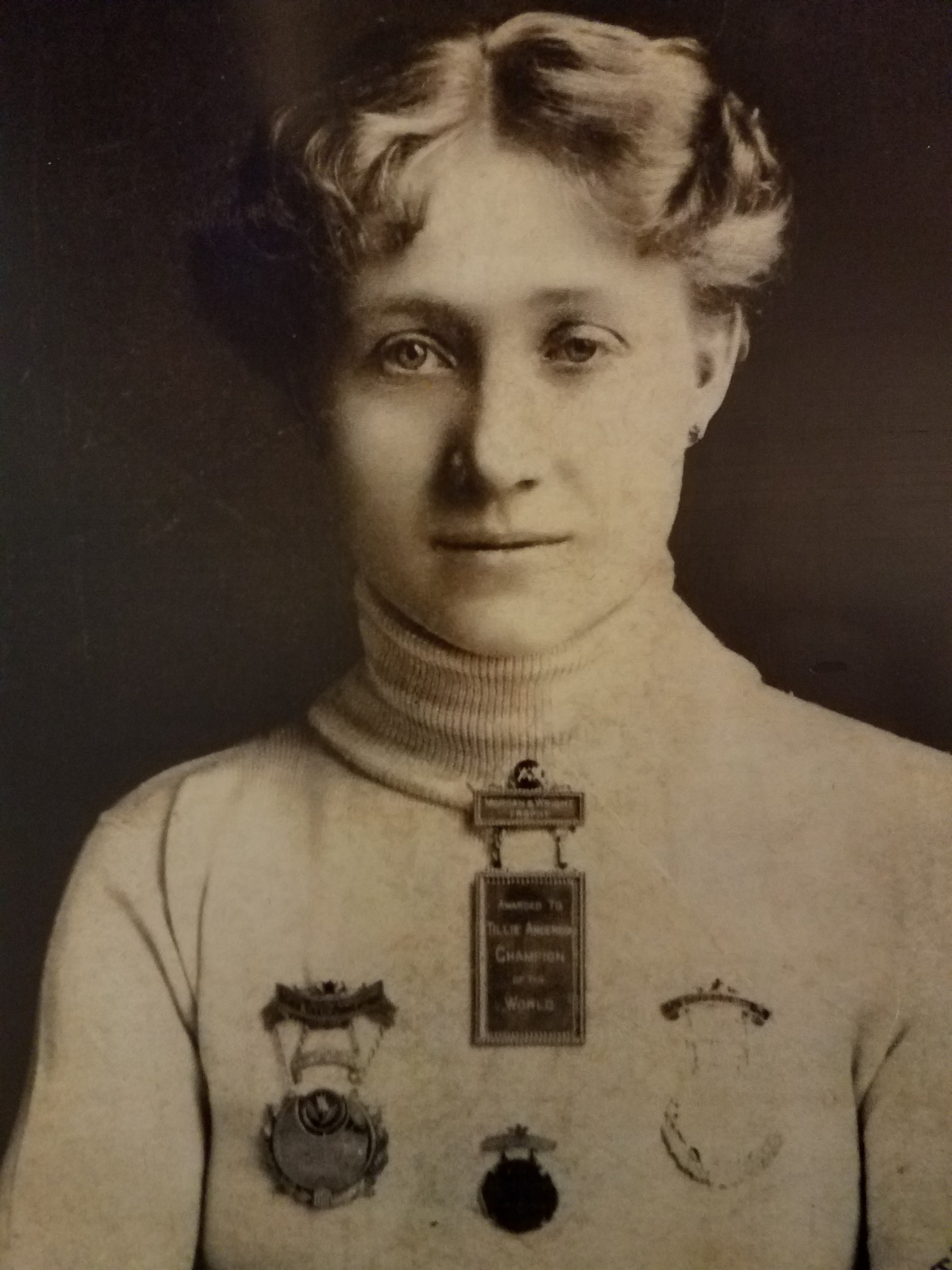
Tillie Anderson amb medalles.

## Impressionants demostracions
Anderson va obtenir rècords a pràcticament totes les distàncies, des de la velocitat fins a la resistència. Un cop va córrer mitja milla (804,67 m) en 52 segons; en una altra ocasió va fer 100 milles (160,93 km) en sis hores, 52 minuts i 15 segons. Es considera que va participar a 130 curses en la seva carrera esportiva i va guanyar-les totes excepte set. Va ser la Campiona oficiosa del Món fins que es va retirar l'any 1902, quan es va prohibir competir a les dones, en part per la perillositat en l'esport i per la supressió de les dones als esports en general.
"Les mateixes dones admeten que no ho podran resistir a nivell físic, però estan determinades a competir pels diners del premi". — The St. Louis Republic, 12 de desembre de 1897

## Les relacions fetes a la Wheel

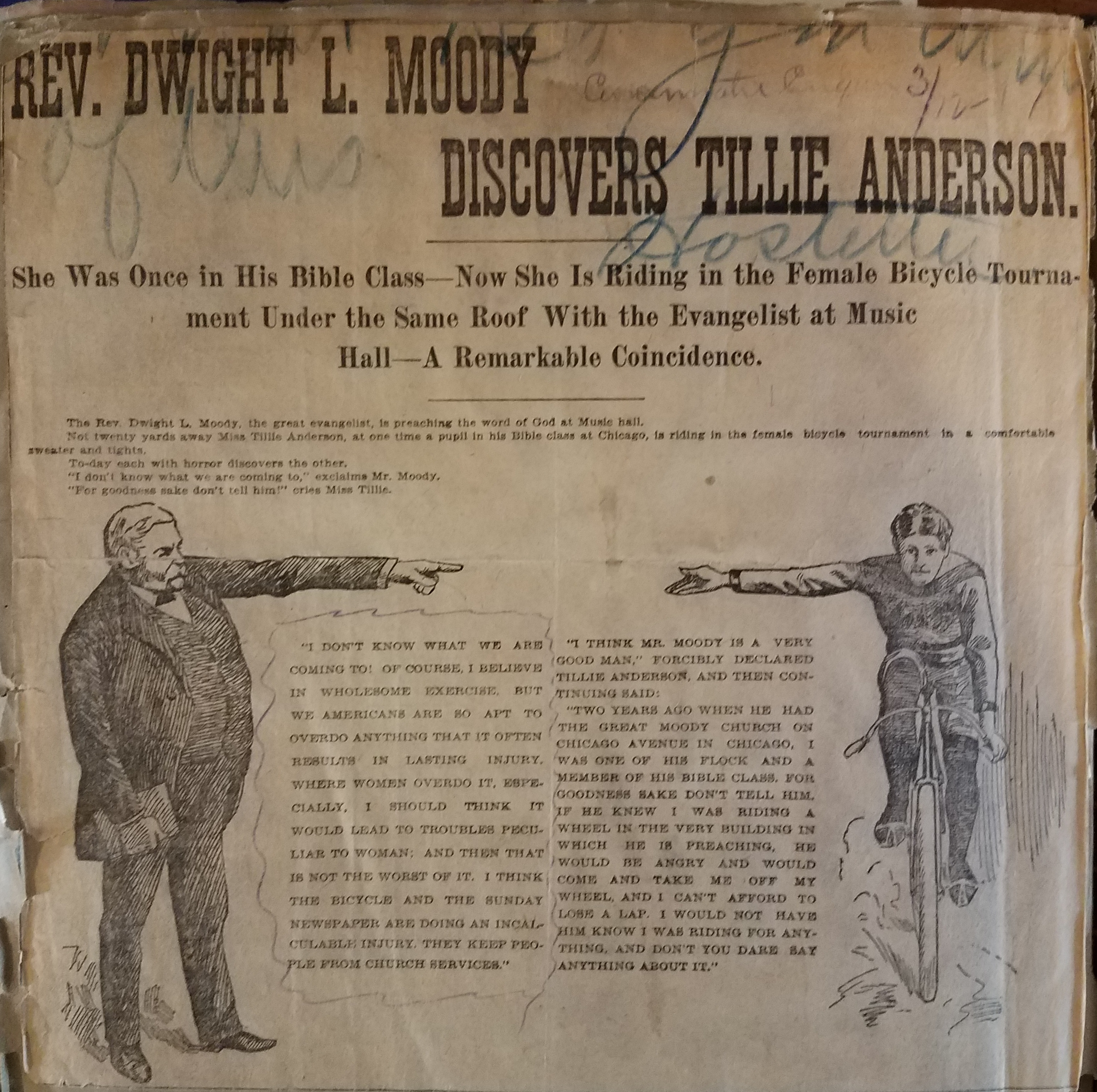
The St. Louis Republica, 13 de desembre de 1897

En la cúspide de la seva carrera, Anderson es va casar amb el seu entrenador i director, J. P. "Phil" Sjöberg, el desembre de 1897. En Phil, que també havia estat corredor, va deixar la competició per a fer de director de cursa de la Tillie. Els directors de cursa entrenaven els seus atletes, els trobaven patrocinadors per a pagar les despeses, els planificaven curses i s'ocupaven de tot fins al mateix moment de donar-los l'empenta més forta possible a la línia de sortida de les curses. En Sjöberg va emmalaltir de tuberculosi poc després del seu matrimoni i va morir l'any 1901, deixant-la vídua. Tillie, vídua als 26 anys, mai es va tornar a casar.

## Una pionera en l'atletisme femení
Molt gent, inclosa la seva mare, germà, i el seu professor de la Bíblia el Reverend Dwight L. Moody, desaprovava que les dones (especialment la Tillie) anessin en bicicleta i, encara més, que competissin en curses portant roba arrapada al cos i on se sabia que s'hi feien apostes. Però d'altres ho veien diferent. L'any 1896, na Susan B. Anthony va dir: "Deixeu-me dir què en penso del ciclisme: ha fet més per l'emancipació de la dona que cap altra cosa al món. Li dona a les dones sensació de llibertat i d'auto-confiança. Ho gaudeixo molt cada cop que veig una dona damunt d'una bicicleta, la imatge de la feminitat sense cap limitació". Quan Anthony va dir això l'any 1896, Tillie Anderson era la indiscutible campiona mundial del ciclisme femení, i ja feina un any que ho era.

## L'herència: una defensora de l'esport
Va continuar fent d'activista del ciclisme al llarg dels anys i sovint presumia de mantenir-se tota la vida molt a prop del seu pes de quan competia. Va impulsar el desenvolupament dels carrils ciclistes als parcs de Chicago. Es va mantenir activa a la League of American Wheelman i la Bicycle Stars of the Nineteenth Century fins a la seva mort l'any 1965, a l'edat de 90. Pels mèrits adquirits al món del ciclisme tant en carretera com en pista, l'any 2000 la van incloure ali United States Bicycling Hall of Fame.

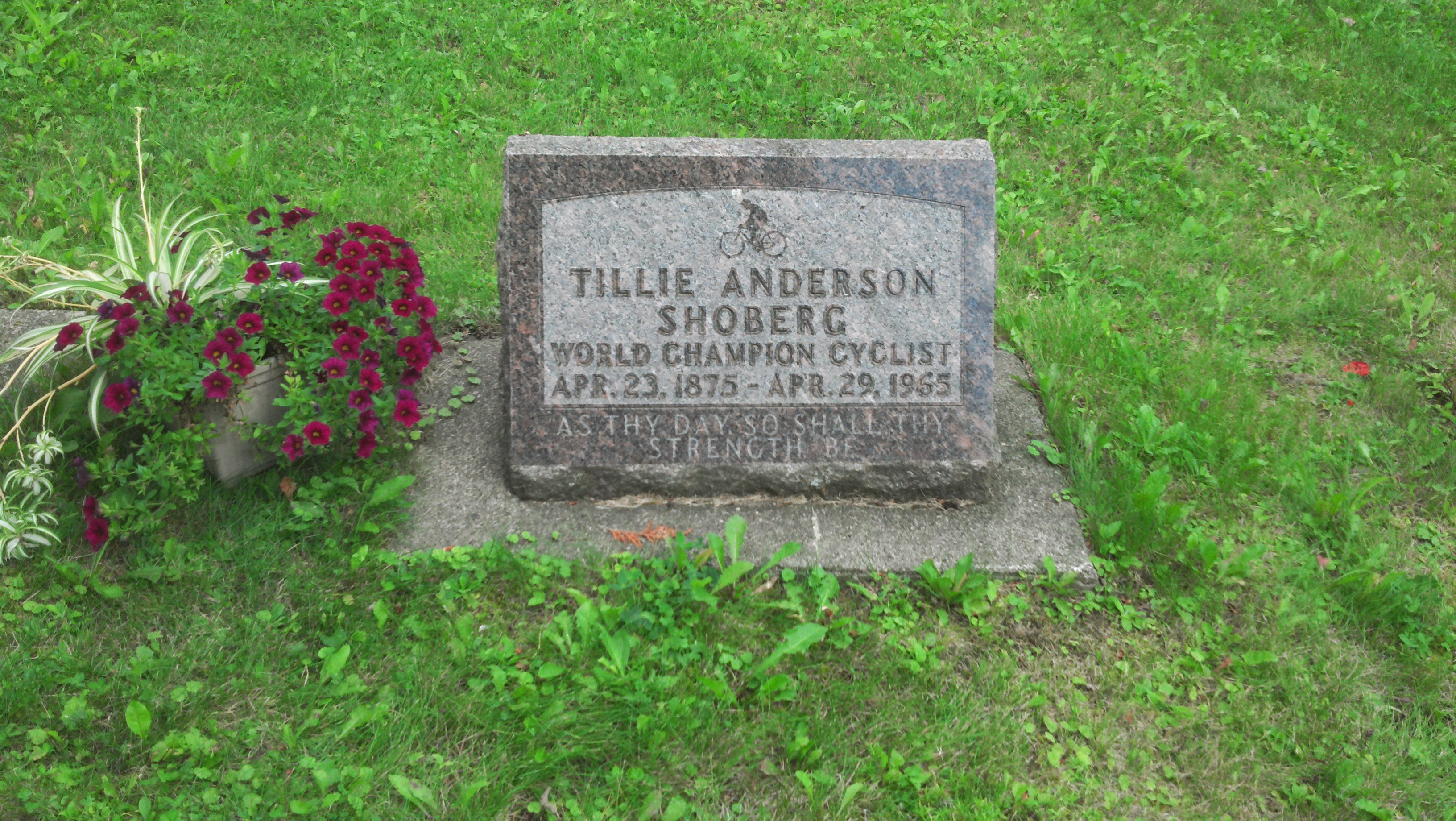